# Erromenus basimacula
Erromenus basimacula là một loài tò vò trong họ Ichneumonidae.